# Unleashed (álbum de Toby Keith)
Unleashed é um álbum de Toby Keith, lançado em 2002.